# Yamatsuri
Yamatsuri (矢祭町?) è una cittadina giapponese della prefettura di Fukushima.